# Dirk Jan de Geer

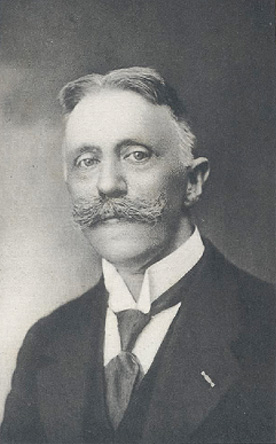
Dirk Jan de Geer, um 1927

Jonkheer Dirk Jan de Geer (* 14. Dezember 1870 in Groningen; † 27. November 1960 in Soest, Provinz Utrecht) war ein niederländischer Politiker der Christelijk-Historische Unie (CHU) und von 1926 bis 1929 sowie von August 1939 bis September 1940 Ministerpräsident (genauer: Vorsitzender des Ministerrats) der Niederlande – zuletzt im Londoner Exil.
Zwischen 1921 und 1940 hatte er zudem verschiedene Ministerposten inne, zumeist den des Finanzministers; von 1933 bis 1939 war er Vorsitzender der CHU-Fraktion. De Geer fiel in Ungnade, weil er sich als Exilpremier während des Zweiten Weltkriegs für eine Zusammenarbeit mit der deutschen Besatzungsmacht aussprach und nach seiner Absetzung aus London in die besetzten Niederlande zurückkehrte. Nach Kriegsende wurde er wegen Kollaboration verurteilt.

## Leben und Karriere
De Geer entstammte dem niederen Adel und trug den Titel Jonkheer, sein Vater war Pastor der Niederländisch-reformierten Kirche. Nach dem altsprachlichen Gymnasium in Rotterdam und Arnhem studierte er an der Universität Utrecht Rechtswissenschaft. Mit einer Dissertation über Die Grenze zwischen Vorsatz und Schuld wurde er 1895 promoviert. Von 1894 bis 1908 war er Redakteur der Zeitung De Nederlander, die der konservativen Vrij-Antirevolutionaire Partij bzw. ab 1903 Christelijk-Historische Partij von Alexander de Savornin Lohman nahestand, aus welcher 1908 die Christelijk-Historische Unie (CHU) hervorging.
De Geer engagierte sich auch selbst für diese Partei, wurde 1901 in den Gemeinderat von Rotterdam und im Jahr darauf in die Provinciale Staten (Volksvertretung) der Provinz Zuid-Holland gewählt. Von 1907 bis 1921 war er Abgeordneter in der Zweiten Kammer der Generalstaaten (Unterhaus des niederländischen Parlaments), wo er den Wahlkreis Schiedam vertrat. Von 1908 bis 1920 gehörte er zudem den Gedeputeerde Staten, d. h. der Provinzregierung, Südhollands an. Von 1920 bis 1921 amtierte er als Bürgermeister von Arnhem.
Im Juli 1921 wurde de Geer erstmals als Finanzminister Finanzminister in die Regierung berufen (Kabinette Ruijs de Beerenbrouck I und II) und behielt dieses Amt bis August 1923. Von August 1925 bis März 1926 war er Innen- und Landwirtschaftsminister. Nach dem Sturz des Kabinetts Colijn I und mehreren gescheiterten Versuchen, eine neue Regierung zu formieren, beauftragte Königin Wilhelmina de Geer Anfang März 1926 mit der Regierungsbildung. Ihm gelang die Zusammenstellung eines Kabinetts aus Mitgliedern der drei christlichen Parteien RKSP, ARP und CHU sowie parteiloser Liberaler, dass sich – ohne eine ausdrückliche Koalitionsvereinbarung der beteiligten Parteien – auf eine dünne Parlamentsmehrheit stützte. In seinem ersten Kabinett übernahm de Geer neben der Premierfunktion auch das Amt des Finanzministers. Im August 1929 trat er als Regierungschef zurück, behielt aber unter seinem Nachfolger Ruijs de Beerenbrouck bis Mai 1933 das Amt des Finanzministers und Vizepremiers. Danach verlieh ihm die Königin den Ehrentitel eines Staatsministers.
Von 1933 bis 1939 gehörte de Geer wieder als Abgeordneter der Zweiten Kammer an und war dort Vorsitzender der CHU-Fraktion, die in dieser Zeit 8–10 Mitglieder (von 100) hatte. Zudem war er von 1935 bis 1939 Vorsitzender des Steuerausschusses im Parlament. Zusätzlich gehörte er von 1935 bis 1939 erneut dem Provinzparlament von Südholland an. Nach dem Sturz des fünften Kabinetts von Hendrikus Colijn im August 1939 ging der Regierungsbildungsauftrag zum zweiten Mal an de Geer. In der angespannten Lage kurz vor Beginn des Zweiten Weltkriegs bildete er eine Notregierung aus Mitgliedern fast aller im Parlament vertretener Parteien. Erstmals in der Geschichte der Niederlande wurden auch zwei Mitglieder der Sozialdemokratischen Arbeiterpartei (SDAP) zu Ministern ernannt. Der Premier selbst leitete in Personalunion wieder das Finanzministerium.
Während seiner Amtszeit überfiel im Mai 1940 NS-Deutschland ohne vorherige Kriegserklärung die Niederlande, die nach vier Tagen Widerstand kapitulierte. De Geer hatte nicht mit einem Angriff Deutschlands auf sein Land gerechnet und war in der Situation stark verunsichert. Am 14. Mai floh er mit anderen Regierungsmitgliedern wie auch Königin Wilhelmina nach England. Dort leitete er in den folgenden Monaten die niederländische Exilregierung. Anders als seine Kabinettskollegen und die Königin war de Geer der Ansicht, dass Widerstand der Niederländer gegen die deutschen Besatzer zwecklos sei. Er rief die Bürger in der Heimat auf, Ruhe und Ordnung aufrechtzuerhalten, und riet den niederländischen Beamten, mit der Besatzungsmacht zu kooperieren. Zudem plante er Verhandlungen mit den Deutschen. Daraufhin setzte ihn Königin Wilhelmina Ende August bzw. Anfang September 1940 als Exilpremier ab. Seine Entlassung wurde zur Gesichtswahrung nach außen mit Gesundheitsgründen gerechtfertigt. Seine Nachfolge trat Pieter Sjoerds Gerbrandy (ARP) an.
Mit einem Regierungsauftrag wurde de Geer im November 1940 in die noch unter niederländischer Kontrolle stehende Kolonie Niederländisch-Indien (das heutige Indonesien) entsandt. Statt von Lissabon dorthin weiterzureisen, nutzte er aber die Gelegenheit, um mit Zustimmung der deutschen Besatzer in die Niederlande zurückzukehren. Gerbrandy erklärte ihn daraufhin in einer Ansprache auf Radio Oranje zum Deserteur. De Geer veröffentlichte 1942 – wiederum mit deutscher Zustimmung – eine Broschüre unter dem Titel De synthese in den oorlog („Die Synthese im Krieg“), in der er für den Zusammenschluss von Staaten in einem vereinten Europa (unter deutscher Vorherrschaft) plädierte. Auch Parteikollegen und Glaubensbrüder seiner Kirche wandten sich von ihm ab. Nach Kriegsende wurde de Geer wegen Kollaboration mit dem Dritten Reich angeklagt und von einem Sondergerichtshof im Mai 1947 zu einem Jahr Freiheitsstrafe – ausgesetzt zur Bewährung – verurteilt. Die Königin entzog ihm den Staatsminister-Titel und seine Orden.